# Wulff-Yhtiöt

Wulff-Group Oyj est une entreprise finlandaise de vente de fournitures de bureau.

## Présentation
Le groupe Wulff a son siège dans le quartier Kilo d'Espoo.
Wulff compte 16 filiales et elle vend en Finlande, en Suède, en Norvège et au Danemark.

## Actionnaires
Au 31 décembre 2019, les plus importants actionnaires du groupe Wulff sont:
| #  | Actionnaire         | Actions   | %      |
| -- | ------------------- | --------- | ------ |
| 1  | Vienola Heikki      | 2 500 000 | 36,2 % |
| 2  | Pikkarainen Ari     | 1 171 825 | 17,0 % |
| 3  | LähiTapiola         | 761 100   | 11,0 % |
| 4  | Varma               | 450 000   | 6,5 %  |
| 5  | Nordea              | 329 761   | 4,8 %  |
| 6  | TCF-Myynti Oy       | 170 000   | 2,5 %  |
| 7  | OP-Henkivakuutus Oy | 118 065   | 1,7 %  |
| 8  | Wulff-Yhtiöt Oyj    | 79 000    | 1,1 %  |
| 9  | Ågerfalk Veijo      | 66 000    | 1,0 %  |
| 10 | Laakkonen Mikko     | 64 185    | 0,9 %  |
|    | total [1-15]        | 5 921 596 | 85,7 % |